# Романчук Галина Григорівна
Галина Григорівна Романчук (1926 — ?) — радянська діячка, голова Ленінського райвиконкому міста Києва, секретар Київського міського комітету КПУ.

## Життєпис
Освіта вища. Член КПРС з 1954 року.
Перебувала на відповідальній профспілковій роботі.
На 1962—1963 роки — голова Київського обласного комітету профспілки працівників держторгівлі і споживчої кооперації.
З 1963 до 1964 року — голова виконавчого комітету Ленінської районної ради депутатів трудящих міста Києва.
28 грудня 1964 — травень 1973 року — секретар Київського міського комітету КПУ. Звільнена з посади «за недоліки в роботі».
Подальша доля невідома.